# Francesco Visconti
Francesco Visconti (Milano, 1601 ca. – Cremona, 4 ottobre 1681) è stato un vescovo cattolico italiano.

## Biografia
Francesco Visconti nacque a Milano da Girolamo, I conte di Carbonara, e da Isabella Borromeo, sorella del cardinale Federico.
Il 3 dicembre 1640 fu designato, da papa Urbano VIII, vescovo di Alessandria. Ricevette la consacrazione episcopale l'8 dello stesso mese. Il 15 aprile dell'anno seguente prese ufficialmente possesso della sua sede alessandrina.
Rimase al governo della diocesi di Alessandria per pochi anni. Si ha notizia di una sua visita pastorale nel mese di settembre del 1641, e di un sinodo diocesano, il sesto, il 6 maggio 1642.
Nel 1643, il 3 aprile, fu trasferito alla diocesi di Cremona, alla quale poi - senio & laboribus fractus - rinunciò in favore del carmelitano Pietro Isimbardi nel 1670.
Morì ottantenne il 4 ottobre 1681.

## Genealogia episcopale
La genealogia episcopale è:
- Cardinale Tolomeo Gallio
- Vescovo Cesare Speciano
- Patriarca Andrés Pacheco
- Cardinale Agostino Spinola
- Cardinale Giulio Cesare Sacchetti
- Vescovo Francesco Visconti